# NK Zadar
L'NK Zadar és un club de futbol croat de la ciutat de Zadar.
El club va ser fundat el 1949 i disputa els seus partits a l'estadi Stanovi, amb capacitat per a 8.000 espectadors. Els seus aficionats són coneguts com el tornado.

## Jugadors destacats
- Josip Skoblar
- Giovanni Rosso
- Dado Pršo
- Luka Modrić